# Kanton Jesberg
Der Kanton Jesberg war eine von 1807 bis 1813 bestehende Verwaltungseinheit im Distrikt Marburg des Departements der Werra im napoleonischen Königreich Westphalen. Sitz der Kantonalverwaltung war Jesberg  in Nordhessen.
Der Kanton umfasste 27 im Westen des heutigen Schwalm-Eder-Kreises gelegene Dörfer und Weiler. Er hatte 7.228 Einwohner und eine Fläche von 3,01 Quadratmeilen.
Die verwalteten Kommunen waren:
- aus der heutigen Gemeinde Jesberg:
  - Jesberg mit Brünchenhain und Richerode,
  - Densberg,
  - Hundshausen,
  - Ellnrode und Strang
- aus der heutigen Gemeinde Gilserberg:
  - Gilserberg,
  - Sachsenhausen,
  - Itzenhain mit Appenhain und der Domäne Bellnhausen,
  - Lischeid mit Winterscheid,
  - Moischeid,
  - Sebbeterode mit Treisbach und Rommershausen,
  - Schönau
- aus der heutigen Gemeinde Neuental:
  - Schlierbach,
  - Bischhausen,
  - Gilsa mit Reptich[3] und Wickersdorf[3]
- aus der heutigen Gemeinde Bad Zwesten:
  - Zwesten,
  - Oberurff mit Schiffelborn,
  - Niederurff